# Académie des inscriptions et belles-lettres
Pour les articles homonymes, voir Belles-lettres.
 (juillet 2019).
L’Académie des inscriptions et belles-lettres (AIBL) a été fondée par Colbert en 1663 en France sous le nom de « Petite Académie ». C'est en 1816 que son appellation actuelle apparaît. Au début, elle devait établir les inscriptions et devises des monuments et médailles en l'honneur de Louis XIV. Par la suite, elle s'est tournée vers l'histoire et l'archéologie. Intégrée à l'Institut de France depuis 1795, elle poursuit cette mission.

## Histoire et attributions

### Création, suppression et restauration
L'académie est fondée par Colbert en 1663.
Connue sous le nom de « Petite Académie » avant sa création officielle, elle s'est appelée successivement « Académie royale des inscriptions et médailles », « Académie royale des Inscriptions et belles-lettres », « Institut national des sciences et des arts, classe de littérature et beaux-arts » et « Institut national des sciences et des arts, classe d'histoire et littérature anciennes » avant de trouver le 21 mars 1816 son appellation actuelle.
La mission de l'Académie était initialement d'établir les inscriptions et devises des monuments et médailles en l'honneur du roi Louis XIV. Elle devait, pour cela, étudier les médailles et autres raretés, anciennes et modernes, du cabinet du roi ainsi que les anciens monuments de la France.
L’ordonnance du 16 juillet 1701 fixe le règlement de l'Académie. Le nombre des membres est fixé à quarante : dix honoraires, dix pensionnaires, dix associés et dix élèves. L'existence de l'Académie est confirmée par des lettres patentes de février 1713 données par Louis XIV au château de Marly.
Très rapidement, l'Académie s'est occupée d'archéologie et d'histoire au sens le plus large. L’ordonnance du 16 juillet 1701, sous l'impulsion de Jérôme Phélypeaux, secrétaire d'État à la Maison du roi, la transforme en une véritable institution d'État[réf. nécessaire].
En 1716, elle est renommée « des inscriptions et belles-lettres ».
De 1717, date de parution du premier volume, à 1793, date de sa dissolution, elle publie 317 mémoires historiques, la plupart consacrés à la Gaule et au Moyen Âge : études de géographie ancienne, de littérature, de sciences auxiliaires de l'histoire (épigraphie, numismatique, sigillographie, etc.), d'histoire des institutions, des mœurs et des coutumes.
Les travaux de l'Académie s'appuient dès le départ sur des documents archéologiques et sur des sources, et acquièrent ainsi une réputation de qualité et de sérieux. Plusieurs académiciens sont considérés parmi les fondateurs de la science historique en France : l'abbé Jean Lebeuf, Jean-Baptiste de La Curne de Sainte-Palaye, Louis-Georges de Bréquigny, le comte de Caylus ou Nicolas Fréret par exemple. L'Académie acquiert ainsi un très grand prestige tout au long du XVIIIe siècle.
Le règlement du 22 décembre 1786 en tire la conclusion en faisant de la recherche historique en tant que telle le but principal de l'institution : « L'objet principal et direct de l'Académie étant l'histoire, elle s'attachera principalement 1) à l'étude des langues, particulièrement des langues orientales et des langues grecque et latine 2) à celle des monuments de tout espèce, médailles, inscriptions, etc., concernant l'histoire ancienne et l'histoire du Moyen Âge […] 5) à l'étude des sciences, arts et métiers des anciens, en les comparant avec ceux des modernes […] »
Sous la Révolution française, le décret du 27 novembre 1792 interdit aux Académies royales de pourvoir au remplacement des académiciens décédés, puis le décret du 8 août 1793 ordonne la suppression de « toutes les académies et sociétés littéraires patentées ou dotées par la Nation ». L'Académie royale des inscriptions et belles-lettres devient ainsi la 3e classe (d'abord « littérature et beaux-arts », puis « histoire et littérature anciennes ») de l'Institut de France établie par la Constitution de l'an III (1795).
L'ordonnance du 21 mars 1816 lui restitue l'appellation d'Académie des inscriptions et belles-lettres.

### Évolution de ses actions et de ses missions
Institution tutélaire ayant œuvré à la création de l'École nationale des chartes en 1821, aujourd'hui elle liste le nom des archivistes-paléographes de la dernière promotion lors de sa séance publique annuelle.
L'Académie des inscriptions et belles-lettres est à l'origine de la création de l'Union académique internationale.
Aujourd'hui, les missions de l'Académie sont devenues plus larges, avec une prédilection pour l'histoire de France et des Gaules, la linguistique, l'archéologie et les études orientalistes.
Elle gère plusieurs fondations et décerne 28 prix et médailles.

## Statut et organisation
De quelques membres sous Colbert, l'institution a rapidement grandi. Le règlement de 1701, longtemps en vigueur, fixe le nombre de ses membres à 40 : 10 honoraires, 10 pensionnaires, 10 associés libres et 10 élèves. En 1715, on leur adjoint six associés étrangers.
Les séances se tenaient primitivement au palais du Louvre, dans une salle du rez-de-chaussée au-delà du pavillon de l'Horloge. En 1805, elle fut transférée au palais de l'Institut, avec les autres académies.
L'Académie est une personne morale de droit public à statut particulier.

## Missions
Le travail de l'académie consiste à composer des médailles, à étudier les raretés antiques et modernes du cabinet du roi et à analyser les anciens monuments de la France.

## Membres
L'Académie comporte 55 fauteuils, dont six sont occupés par des femmes. Sont actuellement vacants les fauteuils qu'occupaient Pierre-Sylvain Filliozat (1936-2024) et Pierre Toubert (1932-2025).
L'Académie comporte aussi 40 associés étrangers, dont deux femmes.
Les 55 académiciens et les 40 associés étrangers sont respectivement élus parmi les 50 correspondants français et les 50 correspondants étrangers, eux-mêmes désignés uniquement par l'Académie, sans qu'il soit possible de soumettre une candidature.

### Répartition officieuse des fauteuils et clans internes
Contrairement à d'autres académies, comme l'Académie des sciences, l'Académie des beaux-arts et l'Académie des sciences morales et politiques, l'Académie des inscriptions et belles-lettres ainsi que l'Académie française ne possèdent pas de sections officielles. Mais l'Académie des inscriptions et belles-lettres cherchent à respecter un équilibre entre quatre sections informelles : les « orientalistes », les « antiquisants », les « médiévistes » et les « autres disciplines »,.
Ce répartition a pu varier, surtout avant 1968. Il était d'usage, par exemple, que les directeurs de l'École normale supérieure de Paris, de l'École des chartes, des Écoles françaises d'Athènes et de Rome, de l'Institut français d'archéologie orientale, de l'Institut Français d'Archéologie de Beyrouth (aujourd'hui Institut français du Proche-Orient) et de l'École française d'Extrême-Orient soient prioritairement élus. Mais cela a, depuis, évolué. « D'autre part, l'équilibre entre les disciplines reposait plutôt sur un partage des effectifs entre normaliens et chartistes, les uns regroupant les hellénistes et les latinistes, les autres constituant jusqu'à une date récente l'essentiel, pour ne pas dire la totalité, du corps des médiévistes. Pendant longtemps, les anciens élèves de ces deux écoles étaient pratiquement les seuls à entrer à l'Académie. Ces deux blocs connaissaient des scissions internes, entre archéologues et philologues par exemple, entre diplomatistes et spécialistes de littérature dans le clan médiéviste. »
Entre autres, notons les rivalités internes au sortir de la Seconde guerre mondiale : « Des haines inexplicables ont opposé dans l'après-guerre la faction « grecque » de Louis Robert à celle des « Romains » gouvernée par Charles Picard, qui ont veillé avec un soin jaloux à ce que chacun disposât d'un nombre équivalent de fauteuils. De véritables filières s'étaient instaurées qui assuraient presque automatiquement au séide de tel ou tel parti son entrée quai de Conti, ne serait-ce que pour faire pièce à l'adversaire. »
Aujourd'hui, les normaliens y sont de plus en plus nombreux sur des fauteuils de médiévistes, et des agrégés sur des fauteuils d'antiquisants.

### Composition du bureau en 2025
Président : Franciscus Verellen ; vice-président : François Deroche ; secrétaire perpétuel : Nicolas Grimal (élu lors du comité secret du 21 janvier 2022).

### Liste des officiers

#### Présidents
- 1980 : Pierre Demargne ;
- 1981 : Michel François ;
- 1982 : Robert Marichal ;
- 1983 : Paul-Marie Duval ;
- 1984 : Robert-Henri Bautier ;
- 1985 : Pierre Grimal ;
- 1986 : André Caquot ;
- 1987 : Jacqueline de Romilly ;
- 1988 : Jean Pouilloux ;
- 1989 : Bernard Guenée ;
- 1990 : Gilbert Lazard ;
- 1991 : François Chamoux ;
- 1992 : Jacques Monfrin ;
- 1993 : Jacques Fontaine ;
- 1994 : Jean Marcadé ;
- 1995 : Jean Favier ;
- 1996 : Pierre Toubert ;
- 1997 : Claude Nicolet ;
- 1998 : Georges Le Rider ;
- 1999 : Robert Turcan ;
- 2000 : Philippe Contamine ;
- 2001 : Jean-Pierre Babelon ;
- 2002 : Jean Richard ;
- 2003 : Gilbert Dagron ;
- 2004 : Jean-Pierre Callu ;
- 2005 : Emmanuel Poulle ;
- 2006 : Jacques Jouanna ;
- 2007 : Bernard Pottier ;
- 2008 : Jean-François Jarrige ;
- 2009 : André Vauchez ;
- 2010 : Pierre-Sylvain Filliozat ;
- 2011 : Michel Zink ;
- 2012 : Jean-Pierre Mahé ;
- 2013 : Jean-Marie Dentzer ;
- 2014 : Roland Recht ;
- 2015 : Robert Martin ;
- 2016 : Michel Bur ;
- 2017 : Christian Robin ;
- 2018 : Jean-Louis Ferrary ;
- 2019 : Jean-Noël Robert ;
- 2020 : Nicolas Grimal ;
- 2021 : Yves-Marie Bercé ;
- 2022 : Henri Lavagne ;
- 2023 : Olivier Picard
- 2024 :  Charles de Lamberterie

- 2025 : Franciscus Verellen

#### Secrétaires perpétuels
- 1663 : Charles Perrault[10]
- 1682 : Jean Gallois ;
- 1683 : Henri de Bessé de la Chapelle ;
- 1691 : Paul Tallemant le Jeune ;
- 1706 : Claude Gros de Boze ;
- 1742 : Nicolas Fréret ;
- 1749 : Jean-Pierre de Bougainville ;
- 1755 : Charles Le Beau ;
- 1772 : Louis Dupuy ;
- 1782 à 1793 : Joseph Dacier ;
- 1803 : Joseph Dacier ;
- 1833 : Antoine-Isaac Silvestre de Sacy ;
- 1838 : Pierre Daunou ;
- 1840 : Charles Athanase Walckenaer ;
- 1852 : Eugène Burnouf ;
- 1852 : Joseph Naudet ;
- 1860 : Joseph Guigniaut ;
- 1873 : Henri Wallon ;
- 1904 : Georges Perrot ;
- 1914 : Gaston Maspero ;
- 1916 : René Cagnat ;
- 1937 : René Dussaud ;
- 1948 : Alfred Merlin ;
- 1964 : Georges Tessier ;
- 1968 : André Dupont-Sommer ;
- 1983 : Jean Leclant ;
- 2011 : Michel Zink ;
- 2022 - (en cours) : Nicolas Grimal.

## Publications
L'Académie assure la publication de plusieurs revues notamment les Comptes rendus de l'Académie des inscriptions et belles-lettres et le Journal des savants. Elle publie également l'Histoire littéraire de la France, ouvrage commencé en 1733 par les Bénédictins de la Congrégation de Saint-Maur.
Depuis la Restauration, le travail est poursuivi par l'Académie des inscriptions et belles-lettres, qui continue aujourd'hui la publication des volumes à un rythme régulier.
Au nombre des diverses collections de l'Académie, notons les Mémoires de l'Académie (nouvelle série), qui comptent près de 50 volumes à la date du 12 février 2013 ; cette série au format in-4° remplace depuis 1975 les séries publiées auparavant sous les titres de Mémoires de l’Institut « Académie des Inscriptions et Belles-Lettres » et de Mémoires des Divers Savants. Elle accueille des travaux scientifiques de premier plan méritant d’être publiés chacun dans un volume.